# Horst Kassner
Horst Kassner (Schwabhausen, 12 de mayo de 1937 – 21 de abril de 2019) fue un piloto alemán que compitió en el Campeonato del Mundo de Motociclismo desde 1955 hasta 1960.

## Biografía
El primer gran éxito de Horst Kassner fue un cuarto puesto en la carrera de 250 cc de la carrera de Feldberg de 1954 pilotando una NSU Sportomax de 250 cc. Ese año acabaría quinto en el Campeonato nacional alemán de velocidad en la cilindrada del cuarto se litro. En 1957, 1959 y 1961, Kassner se proclamaría campeón de Alemania en la clase de 250 cc con la NSU. En 1959 incluso fue campeón por partida doble, porque con su Norton también ganó el título 350de. Su nombre aparece dos veces en las listas de ganadores del Nürburgring (1957 y 1961) y en Hockenheim en 1958. Horst Kassner tuvo un éxito especial en Brno, donde ganó en 1955 y 1956 con una NSU de 250 cc y en 1958 en el apartado de sidecars junto a Florian Camathias.
Entre 1956 y 1959, Kassner también participó en el Campeonato del Mundo de Motociclismo en la clase hasta 250 cc. Su mejor actuación fue en 1956 cuando accedió al podio en el Gran Premio de Bélgica en Spa-Francorchamps detrás de Carlo Ubbiali y Luigi Taveri para terminar quinto en la general del cuarto de litro.
Horst empezó la estela en el mundo del motociclismo que siguieron su hermano menor Helmut, y su nieto Bernd.
Horst Kassner murió el 21 de abril de 2019 a la edad de 81 años.

## Resultados
| Posición | 1 | 2 | 3 | 4 | 5 | 6 |
| Puntos   | 8 | 6 | 4 | 3 | 2 | 1 |

(carreras en cursiva indica vuelta rápida)
| Año  | Clase | Moto   | 1     | 2       | 3      | 4      | 5     | 6       | 7       | 8     | Pts. | Pos. |
| ---- | ----- | ------ | ----- | ------- | ------ | ------ | ----- | ------- | ------- | ----- | ---- | ---- |
| 1955 | 250cc | NSU    |       |         | IOM -  | RFA 11 |       | NED -   | ULS -   | NAT - | 0    | -    |
| 1956 | 250cc | NSU    | IOM 4 | NED 5   | BEL 3  | RFA 8  | ULS - | NAT 7   |         |       | 9    | 5.º  |
| 1957 | 250cc | NSU    | RFA 7 | IOM -   | NED -  | BEL -  | ULS - | NAT Ret |         |       | 0    | -    |
| 1958 | 250cc | NSU    | IOM - | NED 6   |        | RFA 4  | SWE - | ULS -   | NAT Ret |       | 4    | 12.º |
| 1959 | 250cc | NSU    |       | IOM 5   | RFA 7  | NED 10 |       | SWE -   | ULS -   | NAT - | 2    | 13.º |
| 1959 | 350cc | Norton | FRA - | IOM 25  | RFA -  |        | BEL - | SWE -   | ULS -   | NAT 8 | 0    | –    |
| 1959 | 500cc | Norton | FRA - | IOM Ret | RFA -  | NED -  | BEL - |         | ULS -   | NAT - | 0    | –    |
| 1960 | 250cc | NSU    |       | IOM -   | NED 11 | BEL -  | GER - | ULS -   | NAT 9   |       | 0    | –    |
| 1960 | 350cc | Norton |       | IOM -   | NED -  | BEL -  | GER - | ULS -   | NAT Ret |       | 0    | –    |